# Кенай (полуостров)
Кена́й (англ. Kenai Peninsula) — полуостров в США на южном побережье Аляски. Название полуострова происходит от русского названия залива Кука — Кенайский залив.

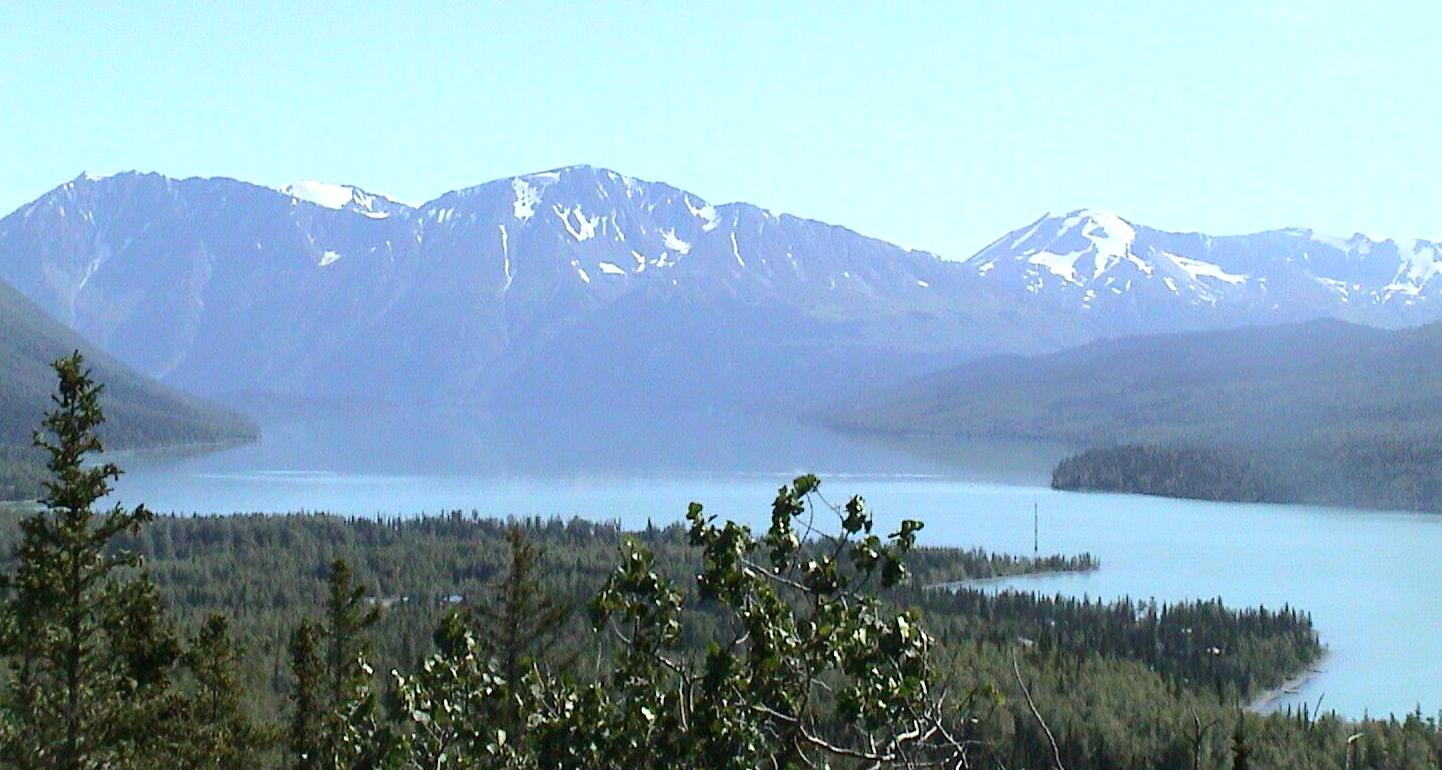
Река Кенай и горы Кенай на полуострове

Полуостров имеет длину около 240 километров, с запада омывается заливом Кука, с востока — проливом Принца Вильгельма. Большая территория полуострова административно входит в боро Кенай. Впервые полуостров был описан русским исследователем Герасимом Измайловым в 1789 году.
На протяжении всего полуострова с севера на юг проходит горный хребет Кенай, покрытый ледниками. Значительную часть полуострова Кенай занимают природоохранные территории, в том числе заказник Кенай, национальный парк Кенай-Фьордс, национальный лес Чугач.
Расположенное на полуострове озеро Коновалова (60°40′ с.ш., 151°09′ з.д.) названо администрацией Кенайского национального заповедника по фамилии русского морехода Григорий Коновалова.
На полуострове расположены несколько населённых пунктов, наиболее крупным из которых является Кенай.
На полуострове находятся месторождения нефти, газа и угля, а также развиты различные промыслы. Ведётся коммерческий лов рыбы. Наибольшей статьёй дохода жителей полуострова является туризм.

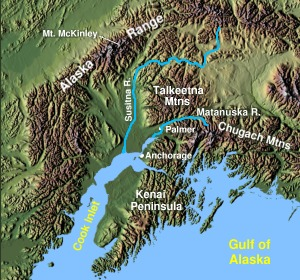